# Västerhejde socken
Västerhejde socken ingick i Gotlands södra härad, ingår sedan 1971 i Gotlands kommun och motsvarar från 2016 Västerhejde distrikt.
Socknens areal är 27,03 kvadratkilometer allt land. År 2020 fanns här 2 615 invånare. Tätorterna Vibble och tätorten och kyrkbyn Västerhejde med sockenkyrkan Västerhejde kyrka ligger i socknen. 

## Administrativ historik
Västerhejde socken har medeltida ursprung. Socknen tillhörde Stenkumla ting som i sin tur ingick i Hejde setting i Medeltredingen.
Vid kommunreformen 1862 övergick socknens ansvar för de kyrkliga frågorna till Västerhejde församling och för de borgerliga frågorna bildades Västerhejde landskommun. Landskommunen inkorporerades 1952 i Stenkumla landskommun och ingår sedan 1971 i Gotlands kommun. Församlingen ingår sedan 2010 i Stenkumla församling.
1 januari 2016 inrättades distriktet Västerhejde, med samma omfattning som församlingen hade 1999/2000.  
Socknen har tillhört samma fögderier och domsagor som Gotlands södra härad. De indelta båtsmännen tillhörde Gotlands andra båtsmanskompani.

## Geografi
Västerhejde socken ligger vid västra kusten av Gotland, söder om Visby. Socknen består av odlings- och skogsmark samt vid kusten branta klinter (Högklint, Korpklint).
I socknen finns bland annat naturreservatet Högklint, nöjesparken Kneippbyn, Villa Fridhem och fiskeläget Ygne.

### Gårdsnamn
Annexen, Bjärs, Botmunds, Hallbros, Hallvards, Kauparve, Kuse, Lunds, Nygårds, Sigrajvs, Stenstugu, Suderbys, Vibble.

## Fornlämningar
Från stenåldern finns några boplatser och från bronsåldern några gravrösen. Från järnåldern finns 13 gravfält, stensträngar, sliprännor i fast häll, en bildsten och en fornborg. En runristning är känd.

## Namnet
Namnet (1327 Westrede) har förleden väderstrecket väster och efterleden hed.

## Befolkningsutveckling
| Befolkningsutvecklingen i Västerhejde socken 1780–2020 | Befolkningsutvecklingen i Västerhejde socken 1780–2020 | Befolkningsutvecklingen i Västerhejde socken 1780–2020 | Befolkningsutvecklingen i Västerhejde socken 1780–2020 | Befolkningsutvecklingen i Västerhejde socken 1780–2020 |
| --- | ------------------------------------------------------ | ------------------------------------------------------ | ------------------------------------------------------ | ------------------------------------------------------ |
| |                                                        |                                                        |                                                        |                                                        |
| År |                                                        |                                                        | Folkmängd                                              |                                                        |
| 1780 | 1780                                                   |                                                        | 164                                                    |                                                        |
| 1790 | 1790                                                   |                                                        | 157                                                    |                                                        |
| 1800 | 1800                                                   |                                                        | 207                                                    |                                                        |
| 1810 | 1810                                                   |                                                        | 196                                                    |                                                        |
| 1820 | 1820                                                   |                                                        | 264                                                    |                                                        |
| 1830 | 1830                                                   |                                                        | 402                                                    |                                                        |
| 1840 | 1840                                                   |                                                        | 371                                                    |                                                        |
| 1850 | 1850                                                   |                                                        | 390                                                    |                                                        |
| 1860 | 1860                                                   |                                                        | 486                                                    |                                                        |
| 1870 | 1870                                                   |                                                        | 508                                                    |                                                        |
| 1880 | 1880                                                   |                                                        | 525                                                    |                                                        |
| 1890 | 1890                                                   |                                                        | 460                                                    |                                                        |
| 1900 | 1900                                                   |                                                        | 421                                                    |                                                        |
| 1910 | 1910                                                   |                                                        | 470                                                    |                                                        |
| 1920 | 1920                                                   |                                                        | 506                                                    |                                                        |
| 1930 | 1930                                                   |                                                        | 645                                                    |                                                        |
| 1940 | 1940                                                   |                                                        | 641                                                    |                                                        |
| 1950 | 1950                                                   |                                                        | 811                                                    |                                                        |
| 1960 | 1960                                                   |                                                        | 792                                                    |                                                        |
| 1970 | 1970                                                   |                                                        | 916                                                    |                                                        |
| 1980 | 1980                                                   |                                                        | 1 530                                                  |                                                        |
| 1990 | 1990                                                   |                                                        | 1 941                                                  |                                                        |
| 2000 | 2000                                                   |                                                        | 1 890                                                  |                                                        |
| 2010 | 2010                                                   |                                                        | 2 243                                                  |                                                        |
| 2020 | 2020                                                   |                                                        | 2 615                                                  |                                                        |
| Anm: Källor: Umeå universitet - Tabellverket 1749-1859, Demografiska databasen, CEDAR, Umeå universitet, Befolkningsutvecklingen i Gotlands socknar 2000 - 2010, Folkmängden per distrikt, landskap, landsdel eller riket efter kön. År 2015 - 2022. |                                                        |                                                        |                                                        |                                                        |

## Bilder

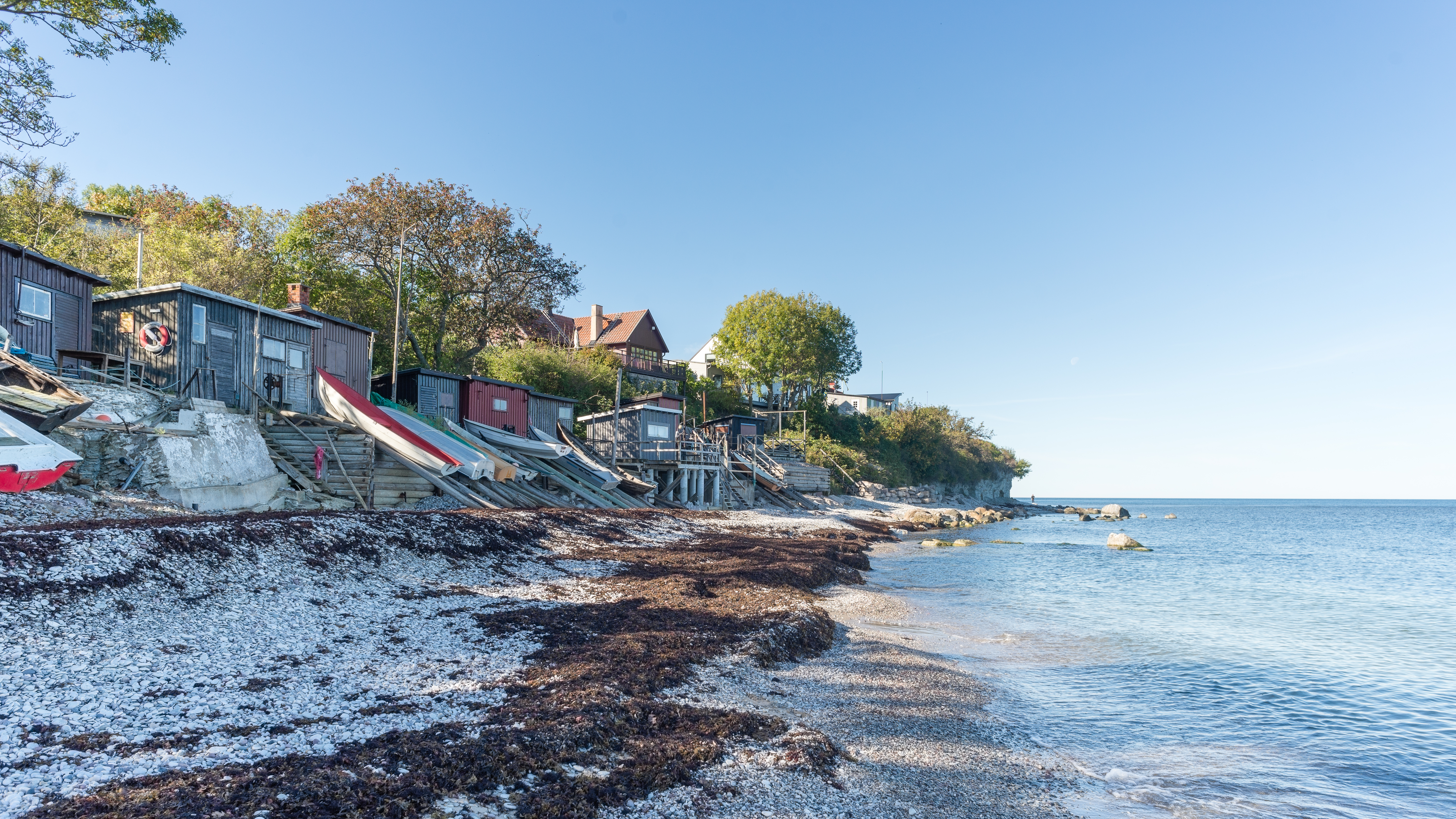
Stranden vid Högklint.
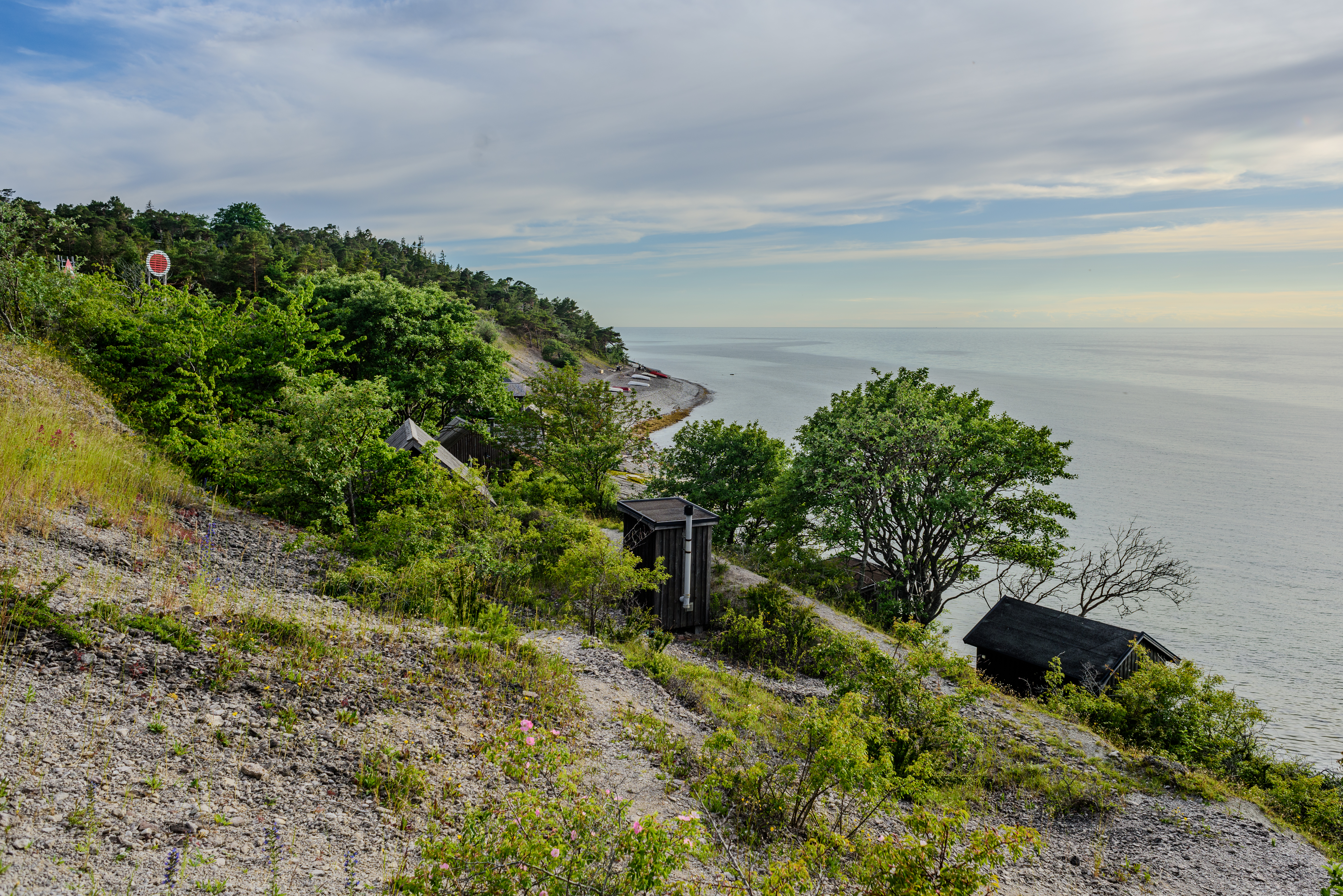
Ygne fiskeläger.
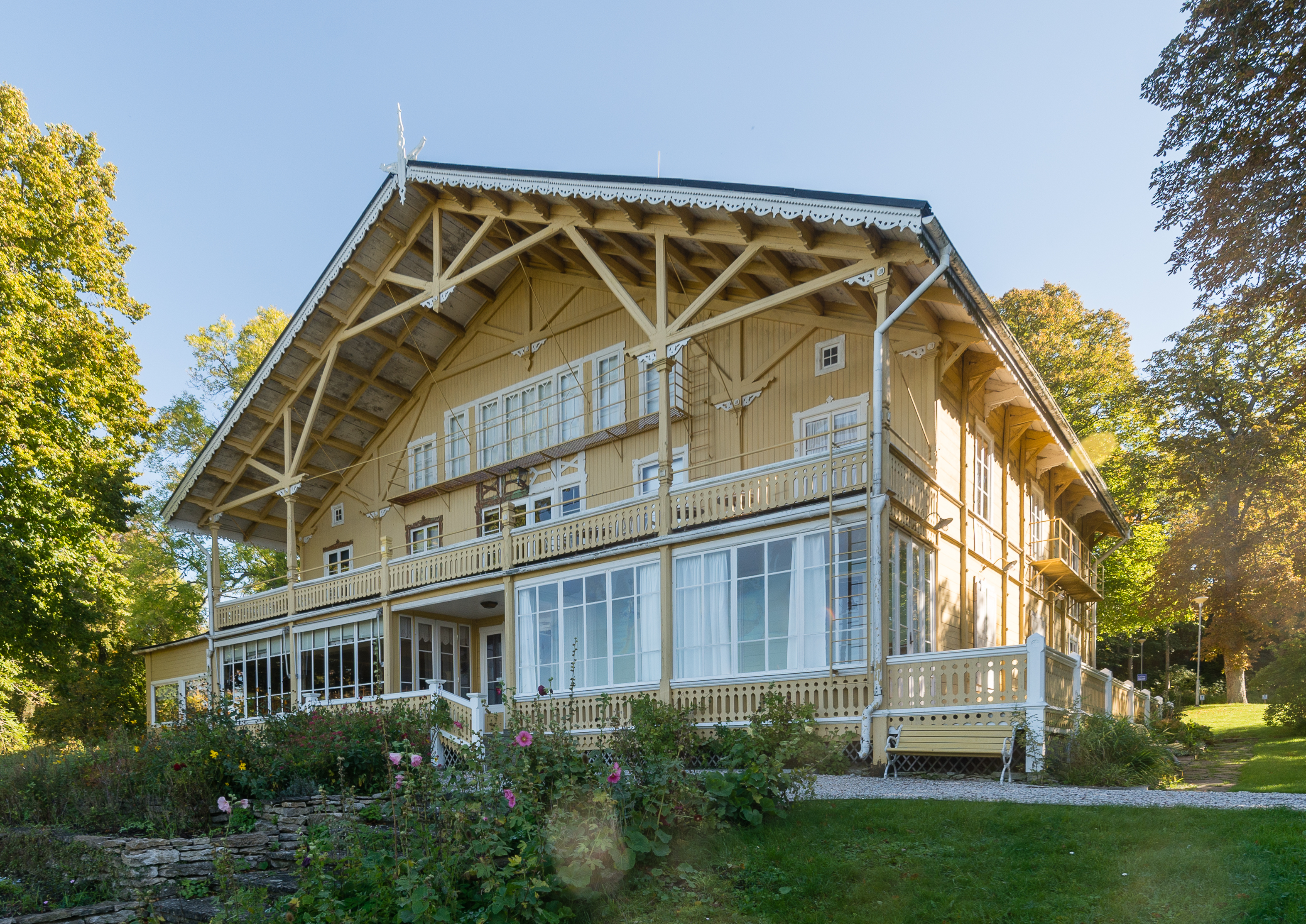
Villa Fridhem
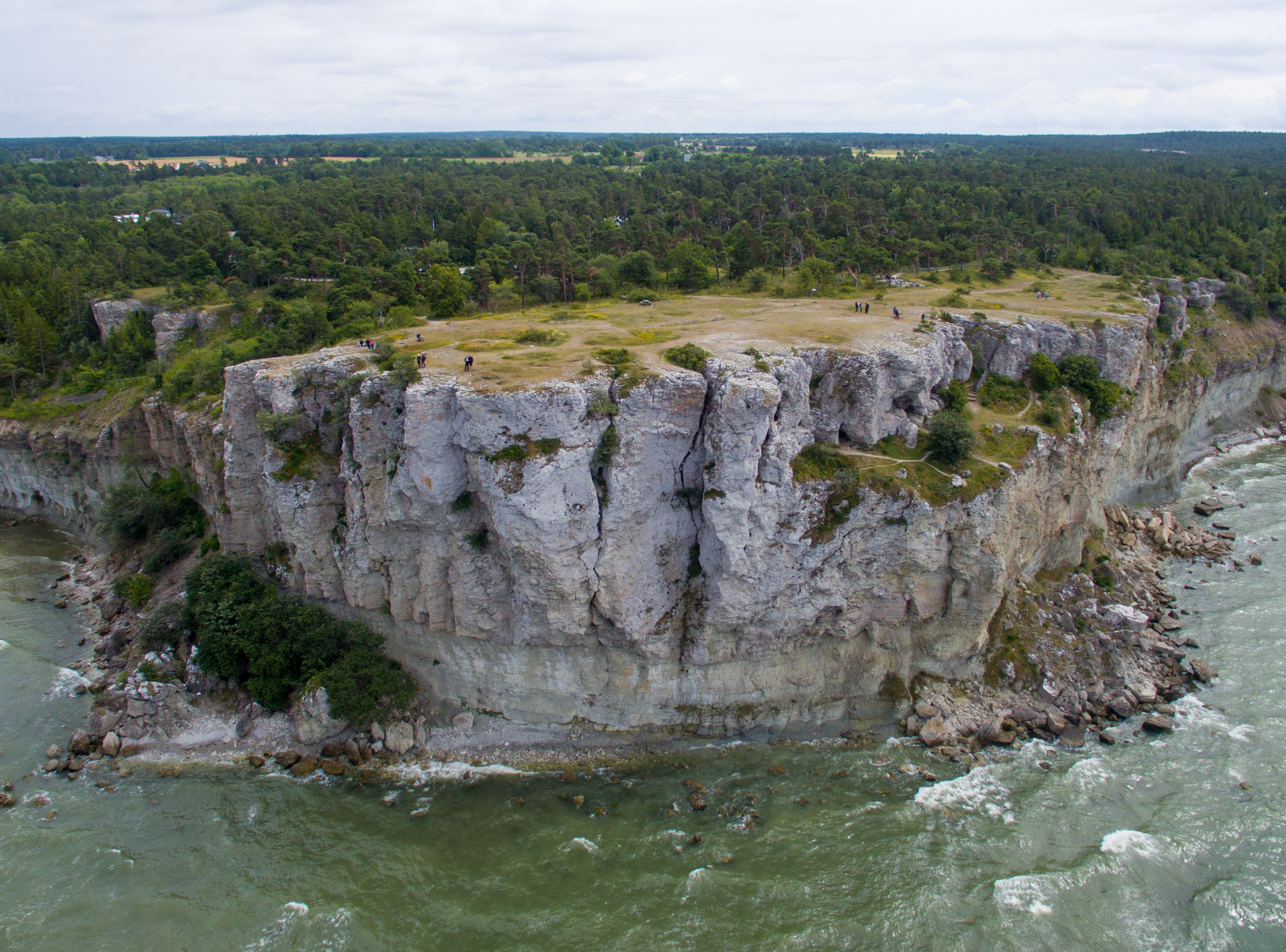
Högklint.

### Fotnoter
1. 1 2  Svensk Uppslagsbok andra upplagan 1947–1955: Västerhejde socken
2. ↑  ”Folkmängden per distrikt, landskap, landsdel eller riket efter kön. År 2015 - 2022”. Statistikdatabasen. Statistiska centralbyrån. http://www.statistikdatabasen.scb.se/pxweb/sv/ssd/START__BE__BE0101__BE0101A/FolkmangdDistrikt/. Läst 23 april 2023.
3. ↑  Harlén, Hans; Harlén Eivy (2003). Sverige från A till Ö: geografisk-historisk uppslagsbok. Stockholm: Kommentus. Libris 9337075. ISBN 91-7345-139-8
4. ↑  ”Församlingar”. Statistiska centralbyrån. https://www.scb.se/hitta-statistik/regional-statistik-och-kartor/regionala-indelningar/forsamlingar/. Läst 30 december 2022.
5. ↑  Administrativ historik för Västerhejde socken (Klicka på församlingsposten). Källa: Nationella arkivdatabasen, Riksarkivet.
6. ↑  Om Gotlands båtsmanskompani
7. 1 2  Sjögren, Otto (1931). Sverige geografisk beskrivning del 2 Östergötlands, Jönköpings, Kronobergs, Kalmar och Gotlands län. Stockholm: Wahlström & Widstrand. Libris 9939
8. 1 2 3  Nationalencyklopedin
9. ↑  Anna Johansson (19 juli 2022). ”Jag behöver havet och allt det ger”. Allt i hemmet:  s. 14-21. Läst 2 november 2022.
10. ↑  Förteckning över slipskåror
11. ↑  Fornlämningar, Statens historiska museum: Västerhejde socken
12. ↑  Fornminnesregistret, Riksantikvarieämbetet: Västerhejde socken Fornminnen i socknen erhålls på kartan genom att skriva in sockennamn (utan "socken") i "Ange geografiskt område"
13. ↑  Mats Wahlberg, red (2003). Svenskt ortnamnslexikon. Uppsala: Institutet för språk och folkminnen. Libris 8998039. ISBN 91-7229-020-X. https://isof.diva-portal.org/smash/get/diva2:1175717/FULLTEXT02.pdf